# 스크류바
스크류바는 롯데웰푸드에서 1985년부터 생산하는 과일 막대 아이스크림이다. 2005년 6월 8일 롯데제과 측에서 20년간 22억개가 팔려 누적 매출 3000억원을 달성했다고 밝혔다.

## 특징
스크류바는 꽈배기 형태로 되어 있고, 겉은 딸기맛, 속은 사과맛이 난다.

### 종류
- 딸기 맛
- 사과 맛
- 레몬 맛
- 복숭아 맛

## 같이 보기
- 롯데제과